# Zeldzaam & onmisbaar

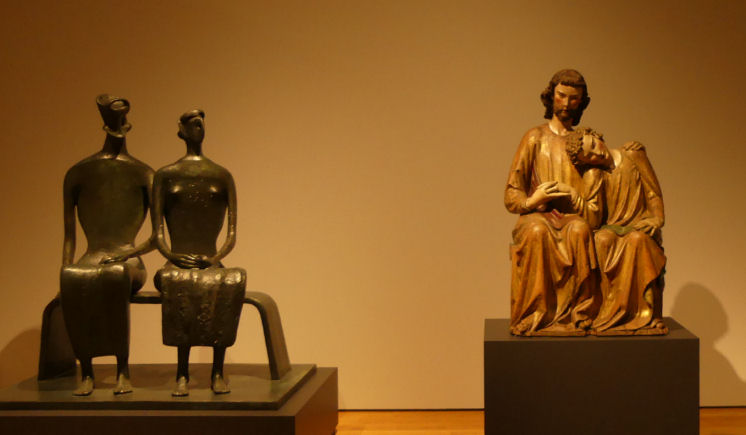
Beelden in het MAS

Zeldzaam & onmisbaar is een tijdelijke kunsttentoonstelling uit 2023, georganiseerd door het MAS in Antwerpen, onder leiding van Thomas Leysen als curator. Dit naar aanleiding van 20 jaar Topstukkendecreet. Minister Jan Jambon schreef hiervoor een dankwoord.
Voor het eerst werden 100 werken (Beeldhouwwerk, schilderijen, manuscripten en toegepaste kunst) uit de Vlaamse Topstukkenlijst samen tentoongesteld, uit een 35-tal private verzamelingen en musea. Rond de tentoonstelling werden ook lezingen georganiseerd. Sommige stukken werden speciaal geconserveerd.

## Werken
- Codex Eyckensis, Maaseik[7]
- Christus-Johannesgroep (Museum Fritz Mayer van den Bergh)
- Sint-Odiliaschrijn, Borgloon[7]

## Galerij

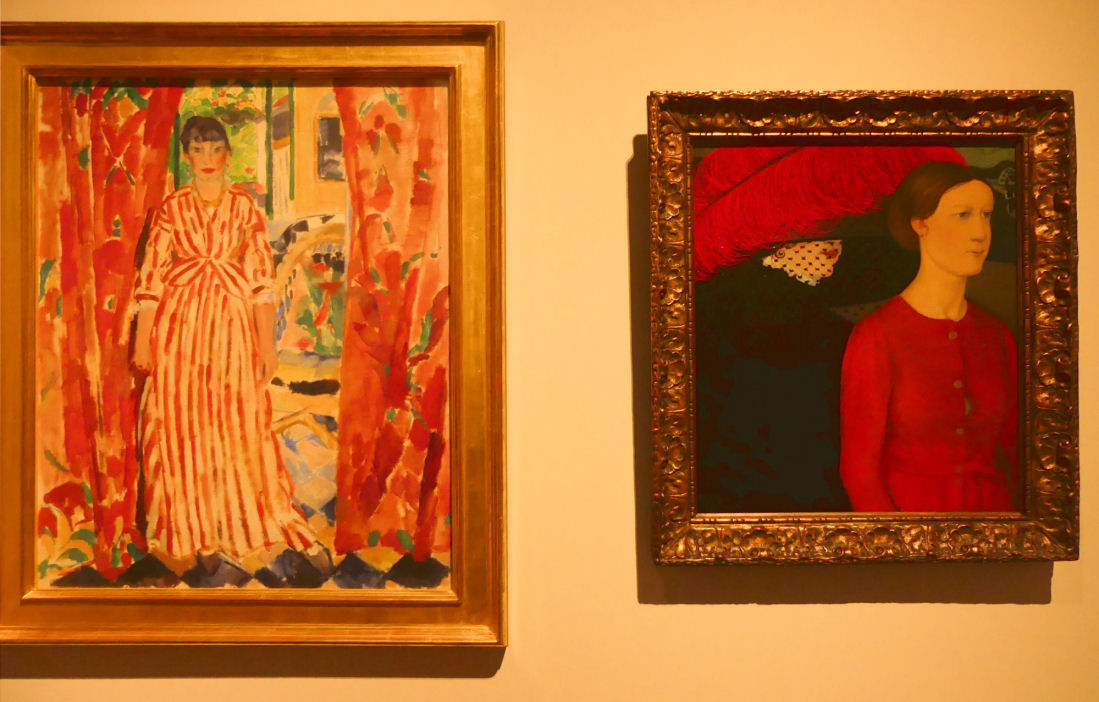
Rik Wouters
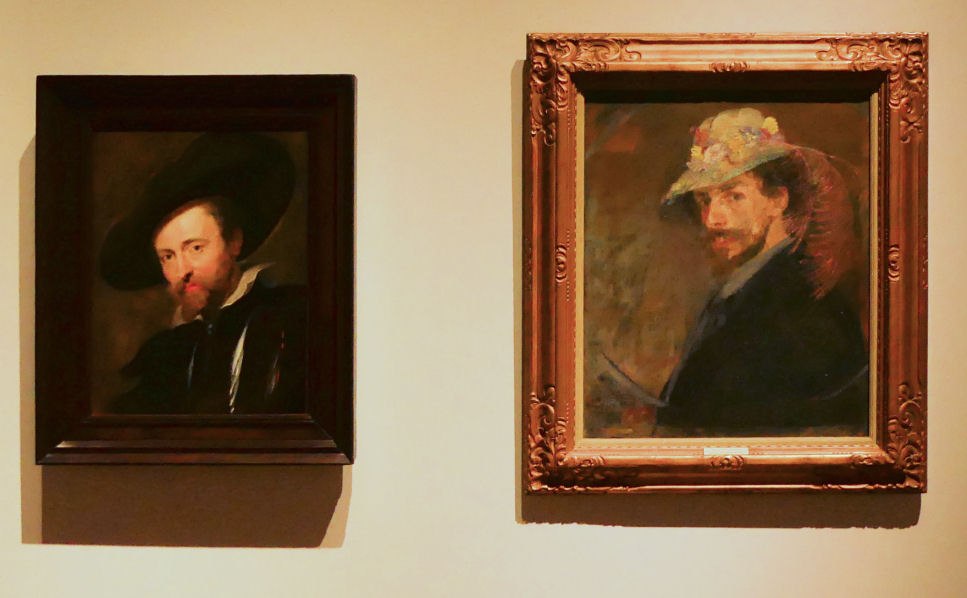
Rubens; Zelfportret en Ensor.